# Carlos Manuel Zerón Pepitoni
Carlos Manuel Zerón Pepitoni (* 1940 in San Pedro Sula) ist ein ehemaliger honduranischer Politiker und Diplomat.

## Leben
Carlos Manuel Zerón Pepitoni fungierte im Regime von Policarpio Juan Paz García vom 7. August 1978 bis 6. August 1980 als Wirtschafts- und Handelsminister.
Von 1982 bis 1984 war er Geschäftsführer der Unión de Países Exportadores de Banano.
Ab 1990 war er Botschafter in Guatemala-Stadt. In einem Leserbrief an die guatemaltekische Zeitschrift Crónica berichtet er, dass unabweisbare Aufgaben Rafael Leonardo Callejas nach der Amtseinführung von Jorge Antonio Serrano Elias nach Honduras zurückriefen und dementiert Flatulenz als Ursache.
Von 1991 bis 28. Mai 1994 war er Ambassador to the Court of St James’s.
Nachdem Die Regierung Rafael Leonardo Callejas am 30. September 1990 diplomatische Beziehungen mit Boris Nikolajewitsch Jelzin aufgenommen hatte, war er bis 1993 auch in Moskau akkreditiert.
Im Jahr 2012 empfahl er der Regierung Porfirio Lobo Sosa, einen Vertrag mit dem Internationalen Währungsfonds abzuschließen.
| Vorgänger                   | Amt                                                                  | Nachfolger                                                   |
| --------------------------- | -------------------------------------------------------------------- | ------------------------------------------------------------ |
| —                           | Wirtschafts- und Handelsminister 7. August 1978 bis 6. August 1980   | Rubén Mondragón                                              |
| —                           | honduranischer Botschafter in Guatemala 1990 bis 1991                | Yolanda Barahona de Suazo                                    |
| Max Velasquez Diaz          | honduran Ambassador to the Court of St James’s 1991 bis 28. Mai 1994 | Roberto Flores Bermúdez                                      |
| Enma Yolanda Batres Laitano | Botschafter in Tokio Okt. 2002 bis 29. November 2004                 | Nadina Joyce Lefebvre Labró (12. Januar 1942 in Tegucigalpa) |